# Acutihumerus petronius
Acutihumerus petronius is een naaldkreeftjessoort uit de familie van de Kalliapseudidae. De wetenschappelijke naam van de soort is voor het eerst geldig gepubliceerd in 2010 door Araújo-Silva & Larsen.